# Antonín Žlábek
JUDr. Antonín Žlábek (9. července 1909 Slaný – 21. dubna 1943 Věznice Plötzensee) byl český právník, berní úředník, woodcrafter, skaut a odbojář z období druhé světové války popravený nacisty.

## Život
Antonín Žlábek se narodil 9. července 1909 ve Slaném. Vystudoval práva. V polovině dvacátých let dvacátého století se během studií seznámil s Jaroslavem Šimsou, díky čemuž se začal zajímat o woodcrafterské hnutí. Blízko měl k tzv. Pražské škole Miloslava Vavrdy. Po mnichovských událostech byl nucen přestěhovat se z Liberce do Domažlic, kde vedl chlapecký junácký oddíl. Společně s Milošem Bičem zde rovněž založili organizaci Bratrské dílo na Chodsku, která podporovala rodiny pronásledovaných nacismem. Po německé okupaci se přerodila na regulérní odbojovou organizaci nejdříve napojenou na pražskou YMCU, od počátku roku 1940 součásti ÚVODu. Za svou činnost byl 14. března 1940 zatčen gestapem a mj. vězněn v Terezíně. Dne 5. listopadu 1942 byl lidovým soudním dvorem odsouzen za velezradu a zemězradu k trestu smrti. Dne 21. dubna 1943 byl popraven gilotinou v berlínské věznici Plötzensee.

## Posmrtná ocenění
- Jméno Antonína Žlábka nese jedna z domažlických ulic